# 苦精

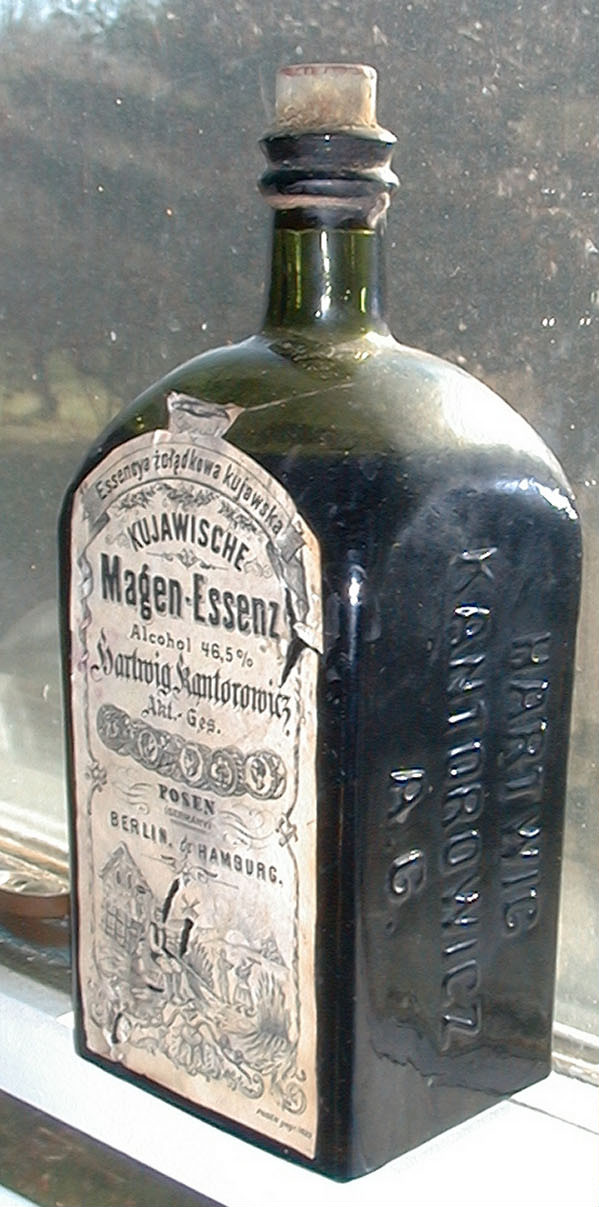
一瓶苦精

苦精（Bitters），又稱苦酒、必特酒或比特酒，是一种浓缩的药草酒，由水，酒精，龙胆草、橙皮、肉桂、金鷄納樹皮及各种药草制成。其名虽为苦精，但不一定都很苦，并且有着独特的风味。

## 历史
在1824年，委內瑞拉地區對抗西班牙殖民者的獨立戰爭中，一位名為約翰‧西格特的德裔外科醫生發明出這種液體。最初发明這種液體的目的是為了解決軍隊的腸胃問題，但意外的是味道却很受欢迎，一時之間供不應求。于是這名外科醫生在1830年在設立了酒廠，專門从事生產這種藥水，往後销量越来越高，1853年開始出口外銷。最後，為了讓生產與出口能緊密連結，他決定在1875年將工廠從波利瓦爾城遷移至千里達及托巴哥共和國首都西班牙港。

## 另見
- 安格仕苦精